# پچیولکا (باشقیرستان)
پچیولکا (انگلیسی: Pchyolka, Republic of Bashkortostan) یک شهرک در شهرستان کویورگازینسکی جمهوری باشقیرستان در کشور روسیه است.